# Plocama pendula
Espèce
Classification phylogénétique
Synonymes
- Bartlingia scoparia Rchb.[1]

Plocama pendula est une espèce de plante de la famille des Rubiaceae et du genre Plocama.

## Description
Plocama pendula est un arbuste pouvant atteindre 2 mètres de haut, aux feuilles filiformes et pendantes, aux bords non épineux, et de minuscules fleurs regroupées près de l'extrémité de branches, minces et pendantes. Les fruits sont de petites baies noires à maturité.

## Répartition
Plocama pendula est une plante endémique des îles Canaries, présente dans toutes les îles sauf Lanzarote. Elle est présente dans les zones arides et semi-arides.

## Plantes hôtes
La feuille a pour parasite Treherniella afra (ceb). La feuille a pour parasites Laparocerus dissimilis (ceb), Laparocerus crotchi (ceb), Acrosternum rubescens, Aspidiotus nerii, Apterygothrips longiceps, Spoladea recurvalis, Clepsis coriacana, Pragmatodes fruticosella. La tige a pour parasites Eudolycoris alluaudi, Icerya purchasi.